# Augusto Max
Augusto Max (San Miguel de Tucumán, Tucumán, Argentina; 10 de agosto de 1992) es un futbolista argentino. Juega de volante y su equipo actual es Gimnasia y Esgrima La Plata de la Primera División de Argentina.

## Biografía
Nació en San Miguel de Tucumán y parte de la escolaridad primaria la realizó en la Escuela Normal J. B. Alberdi de esa ciudad.
Desde niño concurrió a una escuela de fútbol privada, dirigida por Raúl "Tití" Campi.
A la edad de 11 años fue seleccionado (entre varios jóvenes de la provincia) por un empresario de fútbol para jugar en las inferiores del Club Tiro Suizo de la ciudad de Rosario, Provincia de Santa Fe. 

## Trayectoria
A los 12 años pasó a las inferiores del club Newell's Old Boys, continuando sus estudios en la escuela del club. Permaneció allí hasta cumplir 15 años de edad.
En ocasión de pasar sus vacaciones en Tucumán, fue convocado por Carlos Roldán (en ese entonces director técnico del club San Martín) y decidió quedarse a jugar en su provincia. En 2013 siendo uno de los referentes, fue designado capitán del equipo.
Cuando contaba con 15 años de edad integraba el equipo de la reserva de ese club y entrenaba con el equipo que en ese entonces competía en el Torneo Nacional de Primera División. Debutó en esa categoría a los 16 años.
El viernes 4 de julio de 2014 cruzó de vereda y firmó para Atlético Tucumán, pasando así a una categoría más competitiva. Jugó su primer partido ante Independiente Rivadavia en la victoria 1 a 0, con gol de Leandro Díaz. 
En 2015 firmó para el Club Mitre de Santiago del Estero luego de que el técnico de Atlético Tucumán, Juan Manuel Azconzabal, le dijera que no sería tenido en cuenta en su plantel. 
En 2016 firmó por Juventud Unida de Gualeguaychu para disputar la segunda categoría.
En 2017 firmó por Quilmes Atlético Club para disputar el Nacional B.
En 2019 firmó por dos años con el club Volos NFC de la Superliga de Grecia.  Más tarde integró el equipo de Diósgyőri VTK de la Primera División de Hungría. 
En agosto de 2021, retorna a Uruguay para formar parte del equipo de Cerro Largo. Se afianza como capitán del equipo. Allí permanecería hasta junio de 2023, donde decide continuar su carrera profesional en Chile. 
En 2023 integró el equipo de Unión La Calera de la Primera División de Chile junto a muchos compatriotas argentinos.
En febrero de 2024 forma parte del equipo de FK Železničar Pančevo de la Primera División de Serbia. 
En septiembre de 2024 llega como jugador libre a Gimnasia y Esgrima La Plata de la  Primera División de Argentina. 

## Obra literaria
El sacrificio, la marca y la personalidad desde el centro de la cancha no son los únicos puntos de referencia de Max; también se destaca por su capacidad para la escritura plasmada en la publicación de su primer libro: “Iluminar la oscuridad” en abril de 2019.  
Desde su niñez fue amante de la lectura de los cuales tiene como referentes a Friedrich Nietzsche y Julio Cortázar.
Además a cursado la carrera de Licenciatura en Filosofía en la UCALP. 

## Estadísticas

### Clubes
Actualizado hasta su último partido disputado el 6 de agosto de 2025.
| Club                              | Div.          | Temporada     | Liga  | Liga  | Copas nacionales | Copas nacionales | Torneos internacionales | Torneos internacionales | Total | Total |
| Club                              | Div.          | Temporada     | Part. | Goles | Part.            | Goles            | Part.                   | Goles                   | Part. | Goles |
| --------------------------------- | ------------- | ------------- | ----- | ----- | ---------------- | ---------------- | ----------------------- | ----------------------- | ----- | ----- |
| San Martín (T) Argentina          | 2.ª           | 2009-10       | 1     | 0     | —                | —                | —                       | —                       | 1     | 0     |
| San Martín (T) Argentina          | 2.ª           | 2010-11       | 1     | 0     | —                | —                | —                       | —                       | 1     | 0     |
| San Martín (T) Argentina          | 3.ª           | 2011-12       | —     | —     | —                | —                | —                       | —                       | 0     | 0     |
| San Martín (T) Argentina          | 3.ª           | 2012-13       | 15    | 0     | —                | —                | —                       | —                       | 15    | 0     |
| San Martín (T) Argentina          | 3.ª           | 2013-14       | 27    | 0     | 1                | 0                | —                       | —                       | 28    | 0     |
| San Martín (T) Argentina          | Total club    | Total club    | 44    | 0     | 1                | 0                | 0                       | 0                       | 45    | 0     |
| Atlético Tucumán Argentina        | 2.ª           | 2014          | 1     | 0     | —                | —                | —                       | —                       | 1     | 0     |
| Atlético Tucumán Argentina        | Total club    | Total club    | 1     | 0     | 0                | 0                | 0                       | 0                       | 1     | 0     |
| C. A. Mitre (SdE) Argentina       | 3.ª           | 2015          | 23    | 0     | —                | —                | —                       | —                       | 23    | 0     |
| C. A. Mitre (SdE) Argentina       | Total club    | Total club    | 23    | 0     | 0                | 0                | 0                       | 0                       | 23    | 0     |
| Juventud Unida (G) Argentina      | 2.ª           | 2016          | 8     | 0     | —                | —                | —                       | —                       | 8     | 0     |
| Juventud Unida (G) Argentina      | 2.ª           | 2016-17       | 31    | 1     | —                | —                | —                       | —                       | 31    | 1     |
| Juventud Unida (G) Argentina      | Total club    | Total club    | 39    | 1     | 0                | 0                | 0                       | 0                       | 39    | 1     |
| Quilmes A. C. Argentina           | 2.ª           | 2017-18       | 19    | 0     | —                | —                | —                       | —                       | 19    | 0     |
| Quilmes A. C. Argentina           | 2.ª           | 2018-19       | 24    | 1     | —                | —                | —                       | —                       | 24    | 1     |
| Quilmes A. C. Argentina           | Total club    | Total club    | 43    | 1     | 0                | 0                | 0                       | 0                       | 43    | 1     |
| Volos NFC · Grecia                | 1.ª           | 2019-20       | 24    | 0     | 4                | 0                | —                       | —                       | 28    | 0     |
| Volos NFC · Grecia                | Total club    | Total club    | 24    | 0     | 4                | 0                | 0                       | 0                       | 28    | 0     |
| Diósgyőri VTK · Hungría           | 1.ª           | 2020-21       | 26    | 0     | 2                | 0                | —                       | —                       | 28    | 0     |
| Diósgyőri VTK · Hungría           | Total club    | Total club    | 26    | 0     | 2                | 0                | 0                       | 0                       | 28    | 0     |
| Cerro Largo F. C. · Uruguay       | 1.ª           | 2021          | 15    | 2     | —                | —                | —                       | —                       | 15    | 2     |
| Cerro Largo F. C. · Uruguay       | 1.ª           | 2022          | 31    | 2     | —                | —                | 2                       | 0                       | 33    | 2     |
| Cerro Largo F. C. · Uruguay       | 1.ª           | 2023          | 12    | 1     | —                | —                | —                       | —                       | 12    | 1     |
| Cerro Largo F. C. · Uruguay       | Total club    | Total club    | 58    | 5     | 0                | 0                | 2                       | 0                       | 60    | 5     |
| Unión La Calera · Chile           | 1.ª           | 2023          | 15    | 0     | —                | —                | —                       | —                       | 15    | 0     |
| Unión La Calera · Chile           | Total club    | Total club    | 15    | 0     | 0                | 0                | 0                       | 0                       | 15    | 0     |
| FK Železničar Pančevo Serbia      | 1.ª           | 2024          | 8     | 0     | —                | —                | —                       | —                       | 8     | 0     |
| FK Železničar Pančevo Serbia      | Total club    | Total club    | 8     | 0     | 0                | 0                | 0                       | 0                       | 8     | 0     |
| Gimnasia y Esgrima (LP) Argentina | 1.ª           | 2024          | 13    | 0     | 1                | 0                | —                       | —                       | 14    | 0     |
| Gimnasia y Esgrima (LP) Argentina | 1.ª           | 2025          | 5     | 0     | —                | —                | —                       | —                       | 5     | 0     |
| Gimnasia y Esgrima (LP) Argentina | Total club    | Total club    | 18    | 0     | 1                | 0                | 0                       | 0                       | 19    | 0     |
| Total carrera                     | Total carrera | Total carrera | 299   | 7     | 8                | 0                | 2                       | 0                       | 309   | 7     |
| 1. 2. 3.                          |               |               |       |       |                  |                  |                         |                         |       |       |